# Казе Чова (Беневенто)
Казе Чова је насеље у Италији у округу Беневенто, региону Кампанија.
Према процени из 2011. у насељу је живело 21 становника. Насеље се налази на надморској висини од 509 м.